# Mesanthura affinis
Mesanthura affinis är en kräftdjursart som först beskrevs av Charles Chilton 1882.  Mesanthura affinis ingår i släktet Mesanthura och familjen Anthuridae.
Artens utbredningsområde är havet kring Nya Zeeland. Inga underarter finns listade i Catalogue of Life.